# Ворона (альбом)
«Ворона» — второй студийный альбом российской певицы Линды. Диск был спродюсирован Максимом Фадеевым и выпущен лейблом «Кристальная музыка» 3 декабря 1996 года. Запись альбома началась в 1996 году, и перед её началом Линда в сотрудничестве с Фадеевым, группой «Конвой» и звукорежиссёром Михаилом Кувшиновым выпустила успешный дебютный альбом «Песни тибетских лам» (1994). В 1995 году вышел первый сингл с «Вороны» — песня «Круг от руки», видеоклип на который получил несколько музыкальных наград в России.
Запись была закончена в три летних месяца 1996 года. Музыкально «Ворону» отнесли к жанрам поп- и рок-музыки. Стилистически работа включала этническую, электронную музыку, арт-рок, готик-рок и трип-хоп. Линда утверждала, что «Ворона» пропитана «русским духом», что отразилось на аранжировках и музыкальных инструментах, которые были использованы в записи диска.
Музыкальные критики дали положительную оценку пластинке. Редакция журнала «ОМ» включила «Ворону» в список 50 лучших российских альбомов «Всё наше — навсегда!», поместив его на 19-е место. В «Музыкальной правде» альбом был назван «произведением выше мирового уровня». В год выхода пластинки Линде было присуждено звание «Певицы года» по версии газеты «Московский комсомолец».
В поддержку «Вороны» были выпущены четыре видеоклипа: «Круг от руки», «Северный ветер», «Ворона» и «Марихуана»; три последних, выполненные в чёрно-белой гамме, стали одними из самых известных видеоработ в российской поп-музыке 1990-х годов. На радиостанциях также звучали песни «Никогда» и «Никому я тебя не отдам». Заглавная песня в 1997 году стала самой ротируемой русскоязычной композицией на радиостанции «Максимум», где была признана отечественной «Песней года».
Альбом стал одним из самых коммерчески успешных в истории российской рок-музыки, став третьим самым продаваемым диском 1997 года, и его общий тираж составил более полутора миллионов экземпляров. «Ворона» оказала большое влияние на популярную культуру и музыку России. Музыкальные критики отмечали, что альбом стал вершиной в музыкальной карьере как Линды, так и Максима Фадеева. В ноябре 2010 года диск был включён журналом «Афиша» в список «50 лучших русских альбомов всех времён. Выбор молодых музыкантов».

## Предыстория
В начале 1993 года Линда записывает свои первые песни, в том числе её первый хит «Игра с огнём». В то время продюсированием певицы занимался Юрий Айзеншпис, однако к концу 1993 года отношения между певицей и продюсером прекратились. Во время студийной работы над песней «Игра с огнём» Линда познакомилась с Максимом Фадеевым, который был приглашён для переделки аранжировки композиции. С этого момента началось их сотрудничество. В 1994 году был выпущен первый студийный альбом Линды «Песни тибетских лам», который стал первой успешной работой в сотрудничестве с Фадеевым. В 1995 году были представлены несколько видеоклипов на песни с дебютного альбома, а также на песню «Круг от руки», которая позже вошла в альбом «Ворона». Также была основана студия «Кристальная музыка», занимавшаяся записью, продвижением и выпуском альбомов певицы.
В январе-феврале 1996 года Линда появилась на обложке нового номера журнала «ОМ». Певица была признана персоной года и главный редактор журнала Игорь Григорьев писал, что Линда была названа лучшей певицей года, её дебютный диск «Песни тибетских лам» — лучшим альбомом, композиция «Ляп-ляп» (вошедшая в пластинку «Танцы тибетских лам») — лучшей песней, видеоклип на «Круг от руки» — лучшим видео, стилист Даша Ухачёва, работавшая на этом видео, — лучшим стилистом, а образ исполнительницы — лучшим имиджем года. Журналист писал, что на тот момент было очевидно: Линда — это «крепко сделанный проект». Идея нового альбома возникла сразу после записи «Песен тибетских лам». На студии делались черновые наброски новых песен; всего было написано 47 композиций, из которых в итоге было отобрано десять.

## Запись альбома
Запись альбома проходила на студии «Кристальная музыка» в течение трёх месяцев. Михаил Кувшинов, на тот момент бывший руководителем, продюсером и аранжировщиком студии, говорил, что непосредственная запись песен началась после появления композиции «Северный ветер». «Потом в течение трёх месяцев велась запись, сведение и мастеринг, „вживление“ вставок в 3D-Sound. Это система фазового сдвига, позволяющая практически на любой аппаратуре, начиная от аппаратуры самого низкого уровня и заканчивая уровнем High End, воспринимать запись в звучании, приближенном к квадро», — рассказывал о процессе записи Кувшинов.
Осенью 1996 года, в интервью Владимиру Полупанову из журнала «Я молодой», Линда говорила, что запись альбома подошла к финалу и осталось наложить вокальные партии на записанные треки. По словам певицы, на тот момент диск хотели назвать «Волчица» и была полностью записана песня «Северный ветер»: «Позавчера записали первую песню полностью, она называется „Северный ветер“. Такая музыка! Так она цепляет за сердце! Это будет смертельный альбом… По настроению, по звуку, по песням. Каждый, конечно, воспримет его в силу своей индивидуальности, но для меня — это жизнь. Мне кажется, он потрясёт всех, кто нас понимает», — рассказывала исполнительница о своих впечатлениях от записи «Вороны».

## Музыка и тексты песен
| «Никогда» (1996)   |
| Информация о файле |
| «Ворона» (1996)    |
| Информация о файле |

«Ворона» записана в жанрах поп- и рок-музыки. Стилистически работа включала этническую, электронную музыку и трип-хоп. Влад Дудин из газеты «Комок» в 1997 году писал, что Линда и группа «Конвой» ставили перед собой задачу окультурить современный рок-н-ролл, то есть соединить рок и поп-музыку. По его мнению, для этого музыканты создавали фьюжн из нервного рока и лёгких попсовых ритмов и вокального соула 1970-х. «Финальный продукт вышел вполне общеупотребительным, причём не попсово-раздолбайским, как у „Агаты Кристи“, а жёстко-роковым, где речитативное бормотание сменяется агрессивными воплями Линды и проходит под угрюмый классический строй электрогитар», — писал автор, отмечая, что на тот момент критики стали называть музыку певицы «„Нирваной“ для подростков» и относили её к жанру джаз-рока. На диске активно использовались русские фолк-мотивы, в особенности этнические вокализы, которые исполнял Фадеев, а также хор бабушек. В журнале «AudioVideoБизнес» пластинку описывали, как «высокопрофессиональный сплав поп-музыки и этнических песнопений всех возможных стран и народов». Критики находили изъян только в текстах песен, которые они посчитали бессмысленными или слишком «загадочными».
«Ворону» открывает инструментальная интерлюдия «Холод», которую в прессе описывали, как «жутковатую». Смысл композиции «Северный ветер» Линда описывала, как протест против жестокости, которая окружает людей, задевает их чувства и не проходит мимо. Исполнительница объясняла, что выступает против того, что убивает человека и способно разрушить мир. Песня «Никогда» была записана с детским хором «Калинка», и в «Афише» её сравнивали с музыкой Бьорк, описав как «загадочные причитания степных племен, детский хор, эзотерический поп про то, что только ветер знает». В некоторых песнях, по мнению журналистов, Линда завуалированно пела о наркотиках и приводили в пример строчки из песни «Волчица»: «Вольные губочки делают, что хочется/ Тянут из трубочки, а потом заводятся/ Я не свободная, но готова пудриться/ Будь, что не сбудется, и что не забудется». Заканчивается диск инструментальным треком «От холода до тепла», в котором отдалённые штормовые раскаты постепенно сменяются умиротворяющими звуками плеска волн.

## Продвижение и релиз
Для меня ворона… это — ассоциация с нашей жизнью. …перед записью «Вороны» в моей жизни произошло много событий, которые повлияли на название альбома, музыку, мировоззрение, на всё. Поэтому эта птица наиболее ярко характеризует все ощущения и впечатления, которые я пережила тогда.
Перед изданием пластинки, решался вопрос о её названии; помимо «Волчицы», существовало ещё несколько вариантов. В журнале «Иnаче» писали: «Как только [альбом] не назывался, то „Волчица“, то „Оса“, то „Крапива“, но, наконец, [Линда] остановилась в своём поиске и определила его название. „Ворона“ — вот результат долгого поиска». Сообщалось, что в альбом войдут 12 композиций, в том числе ставшие на тот момент известными «Северный ветер» и «Круг от руки», в первоначальной обработке. Линда утверждала, что «Ворона» пропитана «русским духом», что отразилось на аранжировках и музыкальных инструментах, которые были использованы в записи диска.
Работа над альбомом проходила в закрытом режиме и журналистам приходилось самостоятельно приезжать на студию «Кристальная музыка», чтобы послушать новый материал. Михаил Кувшинов рассказывал, что подобная практика оправдала себя в контексте борьбы с пиратством. По его словам, перед выпуском «Вороны» компании удалось не попасть в ситуацию, когда пиратский альбом появляется раньше официального релиза: «К сожалению, невозможно было полностью сбить волну. От официальных фирм-дистрибьюторов кассета попала в торговлю спустя 3—4 дня. Пираты же сработали гораздо быстрее. Первую пиратскую кассету я обнаружил через 36 часов после появления альбома на рынке», — объяснял продюсер. Официальный релиз состоялся 3 декабря 1996 года, и первоначально альбом был выпущен на компакт-кассетах. В тот же день в Москве прошла презентация «Вороны» в Москве, в магазине «Мелодия» на Старом Арбате и состоялась автограф-сессия Линды.
На компакт-дисках альбом был выпущен в феврале 1997 года. Для продвижения пластинки многие песни были выпущены в радиоротацию. Кувшинов говорил, что «практически все радиостанции с удовольствием брали альбом для ротации». Первоначально ставку делали на песню «Марихуана», но, по его словам, успех пришёлся на композицию «Ворона», которую продюсеры считали более сложной для восприятия. Заглавная песня стала одним из главных радиохитов в 1997 году. Помимо неё на радио активно ставили в эфир «Никогда» и «Никому я тебя не отдам». «Марихуана» также была популярной, и Оксана Аксюта писала, что она «быстро стала суперхитом и долгое время была чуть ли не единственной русской песней в чартах некоторых радиостанций, а у определённой части молодёжи вообще стала культовой».
Позже «Ворона» переиздавалась несколько раз. В 2003 году альбом был переиздан «Кристальной музыкой» в оригинальном варианте, в картонной упаковке. В ноябре 2009 года лейбл «Мистерия звука» выпустил подарочное издание пластинки, песни которой прошли цифровой ремастеринг. В ноябре 2010 года тот же лейбл повторил переиздание альбома.

### Видеография
На четыре песни из альбома были сняты видеоклипы, над которыми работали Фадеев (продюсер), Армен Петросян (режиссёр) и Максим Осадчий (оператор). Первым, в 1995 году, был снят клип на «Круг от руки». В видео присутствуют кадры пустыни, хотя съёмки проходили в Подмосковье. «Мы не ездим снимать клипы за границу, зато вся одежда и прибамбасы в кадре — самые настоящие. У меня есть друзья во всех уголках мира. Они могут прислать любую вещь: от халата кочевника до барабана, сделанного вручную где-то на островах», — объяснял выбор места съёмок Фадеев. Пальто, в котором Линда снималась в видео, сплели две норвежские женщины из кручёного льна, а африканец, пляшущий на песке, — Кинтино, уроженец Гвинея-Бисау, который первоначально устроился в танцевальную группу певицы. Линда в клипе предстала в образе, навеянном её первым альбомом: на лице были нарисованы различные знаки (компьютерная графика была на тот момент слишком затратной, поэтому они наносились вручную), а в волосы вплетена индийская тесьма, напоминавшая дреды. Журнал «ОМ» назвал клип лучшим в 1995 году, а Даша Ухачёва, работавшая на образом Линды в видео, была названа лучшим стилистом. 16 февраля 1996 года состоялся IV Московский фестиваль видеоклипов, на котором «Круг от руки» выиграл в двух номинация: «Оператор года» (приз получил Максим Осадчий) и «Лучший костюм». На российской музыкальной премии «Звезда» видео получило награду «Клип года», а Армен Петросян был назван лучшим режиссёром.
В 1996 году были сняты клипы на песни «Северный ветер» и «Ворона». Поскольку первая песня освещала темы техногенной и экологической катастроф, то в видео были показаны кадры голодающих детей, бомбардировок, применения оружия, войн, гибнущих животных и — завязанные рты у людей. В журнале Time Out отмечали видео, как одно из знаковых для Линды и называли его апокалиптическим: «…кадры ядерного взрыва сменяются съемками голодающих Африки, военных бомбардировок и техногенных катастроф. Камера то и дело выхватывает людей с завязанными ртами». Клип на «Северный ветер» вышел в эфир в сентябре 1996 года; видео на композицию «Ворона» — в ноябре.
Некая странного вида дева среди полуруин цементного завода. В черно-белом варианте, который, хоть убей, не вытягивает программу «Антропология», а здесь работал. Рэп — не рэп. Странная мелодика речитатива-заговора: «Я — ворона, я — ворона, я — ворона…» до бесконечности. Затягивало. Магия в этом присутствовала…
Съёмки последнего из двух клипов проходили под Подольском в течение шести дней, на месте недавно (на тот момент) обнаруженного археологами древнего цементного завода. «Мы нашли под Подольском заброшенный цементный завод. Работа над „Вороной“ там шла шесть дней. Забинтованных людей придумал Армен Петросян, тех, что едут на велосипеде с цементными тряпками, — я. Это было коллективное творчество», — рассказывал Максим Осадчий. В журнале Time Out писали, что «Ворона» была зарисовкой на тему «постапокалипсис сегодня». Выполненное в чёрно-белой гамме и готическом стиле, видео совмещало крупные кадры чёрной вороны, мумий, выходящих из люков и дальние планы завода. Линда была показана в чёрном кожаном плаще, постоянно «перевоплощаясь» в ворону и обратно. В клипе впервые в видеографии Линды была применена компьютерная графика, разработкой которой занималась студия Dr. Picture Studios. В 1997 году студия получила за свою работу награду выставки «Аниграф’97» в номинации «Компьютерная графика и анимация в музыкальных клипах». Широкую известность получил случай видеоплагиата, когда двумя годами позже релиза клипа американская певица Мадонна выпустила видео на песню «Frozen», которое оказалось схожим с «Вороной». Влад Коренев из «Русского репортёра» отмечал, что клип «оказался невероятно похож» и позже лейбл BMG опубликовал пояснения от Мадонны, которая заявила, что она «всегда первична, а Линда вторична».
В мае 1997 года на студии «Мосфильм» был снят клип на песню «Марихуана». Видеоклип, по идее Фадеева, снимали статичной камерой, одним дублем. Оксана Аксюта в журнале «АйДа!» писала: «„Марихуана“ запомнится как один из самых ярких и необычных клипов… По задумке же Макса камера в „Марихуане“ разъезжает хаотически, выхватывая из тьмы героев — торговцев наркотиками, саму Линду и странную девочку, изучающую гербарий сами понимаете какой травки». Торговцев наркотиками сыграли члены танцевальной группы певицы и для того, чтобы добиться нужного эффекта проводились многочасовые тренировки. «Съёмки проходили на „Мосфильме“, на так называемых „колосниках“, механических конструкциях, закреплённых под высоченным потолком павильона. До нас на той верхотуре никто ещё не снимал. Поэтому и было такое страшное фантастическое ощущение», — рассказывал о процессе съёмок Петросян.

## Реакция критики
| Оценки критиков    | Оценки критиков |
| Источник           | Оценка          |
| ------------------ | --------------- |
| Коммерсантъ        | (положительная) |
| Музыкальная правда | (положительная) |
| МирМэджи           | (положительная) |
| ОМ                 | (положительная) |
| Теленеделя         | (отрицательная) |

Оксана Аксюта из газеты «Музыкальная правда» дала альбому положительную оценку и писала, что «„Ворона“, как можно было заметить уже по общеизвестным „Северному ветру“ и „Кругу от руки“, — произведение выше мирового уровня». Она также писала о реакции на пластинку журналиста Антона Климова, который говорил: «„Ворону“ нельзя даже сравнивать с самыми сильными отечественными пластинками. Если, Ксюш, ты хочешь сравнивать, то говорить можно, скажем, о бомбе, взорванной Питером Гэбриэлом в 1986 году с So или Бьорк в 1993 с Debut. Заряд „Вороны“ ничем не слабее». В киевском журнале «Теленеделя» альбом получил негативную оценку; в издании критиковали как вокальные данные Линды («увы, даже суперпродюсер в лице Макса Фадеева и суперкомпьютер не в силах наградить певицу сносными голосовыми данными»), так и тексты песен, которые «по-прежнему загадочны, [хотя] в этом диске наметился крен к некоторой „чернушности“». Отмечая, что в музыкальном плане альбом был разнообразнее предыдущей работы исполнительницы, в газете тем не менее писали, что не все смогут дослушать его до конца. В журнале «ОМ» после выхода пластинки писали, что став известной на волне популяризации этнической музыки с диском «Песни тибетских лам», Линда альбомом «Ворона» доказала свой звёздный статус. В 1997 году «Московский комсомолец» присудил Линде звание «Певица года»; в номинации за неё проголосовало 14,4 % читателей газеты.
В июне 1999 года редакция журнала «ОМ» включила «Ворону» в список 50-и лучших российских альбомов «Всё наше — навсегда!», поместив его на 19-е место. Андрей Бухарин и Александр Кушнир писали о работе: «Русский ответ „Энигме“ и лучшим образцам мирового этно-бита вобрал в себя великое множество „источников вдохновения“ и влияний, но все эти токи — правильные. Отдельных комплиментов заслуживает ювелирная работа со звуком — начиная от бэк-вокалов и вторых планов и заканчивая общей панорамой саунда. По сей день одна из самых стабильно продаваемых пластинок». В этом же году музыкальная рубрика «Мегахаус» «Московского комсомольца» внесла песню «Ворона» в список «100 мега синглов XX века», основанного на данных читательского хит-парада газеты и чартах радиостанции «Максимум».

### Влияние на популярную культуру
«Ворона», уже более ожидаемый публикой диск, что на нём отразилось, хотя и не отбило тягу продюсера к провокациям и нетореным тропкам. «Марихуана», «Ворона», «Никому я тебя не отдам», «Северный ветер», «Никогда» звучат чуть резче, выпуклее, с более активным использованием бэк-вокала и явной заявкой на коммерческий успех, каковой не преминул последовать.
Музыкальные критики отмечали, что альбом «Ворона» стал вершиной в музыкальной карьере как Линды, так и Максима Фадеева. Сергей Мудрик из «Звуков. Ру» писал, что пластинка, по факту своего влияния, сделала Максима Фадеева «русским Мишелем Крету». По его мнению, отличные песни альбома, эффектный имидж Линды, зрелищные видеоклипы в чёрно-белой гамме и активная рекламная кампания в прессе на несколько лет сделали исполнительницу главной певицей в России. В 2008 году Борис Барабанов из газеты «Коммерсантъ» назвал «Ворону» «лучшим отечественным поп-диском 90-х». В 2010 году журнал «Афиша» включил песню «Никогда» в рейтинг «12 русских поп-песен 90-х, которые сейчас звучат лучше, чем тогда», поместив её на девятую позицию. «Ворона» оказала большое влияние на различные молодые группы 2000-х. В ноябре 2010 года, альбом был включён журналом «Афиша» в список «50 лучших русских альбомов всех времен. Выбор молодых музыкантов», где занял 24-ю строчку. Рейтинг составлялся по опросу среди представителей нескольких десятков молодых музыкальных групп России. В 2011 году на сайте проекта «МирМэджи» вышла статья с обзором альбома, в которой диск был назван лучшим в дискографии Линды. Отмечая, что единственным минусом пластинки были тексты песен, в издании писали: «…с этим проектом Фадееву реально повезло. Так сложились звёзды, так собрались люди (не забываем и о могучих спонсорах), так вышла пластинка, ставшая культовой. И время, конечно, время. Оно было жадным до самой разнообразной музыки».

## Коммерческий успех
По итогам 1997 года многие песни из альбома попали на верхние строчки итоговых хит-парадов ведущих радиостанций России. «Ворона» стала самой ротируемой русскоязычной композицией на радиостанции «Максимум» и была признана отечественной «Песней года». Песня «Марихуана» была на 38-м месте по ротациям в годовом чарте ротаций русскоязычных песен. Линда также была названа радиостанцией «Исполнительницей года»; три её песни вошли в топ-50 общего чарта: «Ворона» стала восьмой, «Никогда» — 43-й, а «Никому я тебя не отдам» — 58-й. В итоговом годовом хит-параде радиостанции «Европа плюс» композиция «Ворона» заняла 2-е место, а песня «Никогда» была на 18-й строчке.
В первый день релиза альбом попал в чарт розничных продаж «Музыкальной правды», заняв 6-е место в рейтинге продаж альбомов на компакт-кассетах. По информации компании «2М» и Lenta.ru, «Ворона» заняла 4-е место в чарте самых продаваемых в России альбомов за май 1997 года. Альбом стал одним из бестселлеров 1997 года. По информации InterMedia, «Ворона» стал третьим самым продаваемым в России альбомом (отечественный репертуар) в 1997 году, уступив только пластинкам «Морская» группы «Мумий Тролль» (1-е место) и «Погода в доме» Ларисы Долиной (2-е место). К 2012 году общий тираж альбома превысил полтора миллиона экземпляров.

## Список композиций
Слова и музыка всех песен — Максима Фадеева.
| №   | Название                 | Длительность |
| --- | ------------------------ | ------------ |
| 1.  | «Холод»                  | 1:51         |
| 2.  | «Северный ветер»         | 5:37         |
| 3.  | «Никогда»                | 4:30         |
| 4.  | «Ворона»                 | 5:32         |
| 5.  | «Марихуана»              | 5:33         |
| 6.  | «Сидите потише»          | 5:17         |
| 7.  | «Никому я тебя не отдам» | 5:07         |
| 8.  | «Дикие»                  | 4:15         |
| 9.  | «Волчица»                | 3:36         |
| 10. | «Круг от руки»           | 4:29         |
| 11. | «Мы»                     | 3:17         |
| 12. | «От холода до тепла»     | 4:01         |

## Участники записи
| - Линда — вокал, рисунки, использованные в оформлении буклета - Максим Фадеев — бэк-вокал, музыкальный продюсер, продюсирование вокала, аранжировка, программинг - Ольга Дзусова — бэк-вокал - Елена Позднякова — бэк-вокал (детский) - Юлия Савичева — бэк-вокал (детский) - Михаил Кувшинов — продюсирование вокала, запись, сведение, мастеринг - Евгений Поздняков — инженер звукозаписи (3d-sound), гитара - Антон Горбунов — гитара, безладовый стик (в песне «Северный ветер») - Александр Касьянов — клавишные - Олег Пишко — гитара - Стас Савичев — барабаны - Олег Дронов — барабаны - Хавьер Гонсалес — перкуссия - Мурари Кришна Дас — скрипка, вула-вула, мриданга - Nika — барабаны, табла, караталы Хоры: - Детский хор «Калинка» под руководством Елены Седовой - Женский хор при муниципалитете гор. Уик (Шотландия) | Сессионные музыканты: - Tony Lee — stick, бас - Ronn Cabatias — гитара - Charley Heslic — гитара - Makota — бас - Kumashida Ridoto — фуркон Оформители: - Михаил Коновалов — оформление обложки (оригинальное издание) - Василий Козлов — оформление обложки (переиздание 2009 года) Технический персонал и администрирование: - Михаил Кувшинов — директор проекта - Артём Фадеев — техническая группа - Николай Слободчиков — техническая группа - Дмитрий Корнеев — административная группа - Герман Мурашов — административная группа |

## Чарты и сертификации
| Страна (Чарт, 1996)                           | Высшая Позиция |
| --------------------------------------------- | -------------- |
| Россия («Музыкальная правда». Чарт продаж MC) | 6              |

| Страна (Чарт, 1997)          | Высшая Позиция |
| ---------------------------- | -------------- |
| Россия (2М Топ 25. Альбомы.) | 4              |

| Страна (Чарт, 1997)                 | Высшая Позиция |
| ----------------------------------- | -------------- |
| Россия (InterMedia. Топ 50 продаж.) | 3              |

| Страна | Статус     |
| ------ | ---------- |
| Россия | Платиновый |

## Награды и номинации
| Год  | Награда                             | Номинированная работа | Категория                        | Результат |
| ---- | ----------------------------------- | --------------------- | -------------------------------- | --------- |
| 1996 | IV Московский фестиваль видеоклипов | «Круг от руки»        | Оператор года (Максим Осадчий)   | Победа    |
| 1996 | IV Московский фестиваль видеоклипов | «Круг от руки»        | Лучший костюм                    | Победа    |
| 1996 | Премия «Звезда»                     | «Круг от руки»        | Клип года                        | Победа    |
| 1996 | Премия «Звезда»                     | «Круг от руки»        | Лучший режиссёр (Армен Петросян) | Победа    |
| 1997 | Аниграф’97                          | Клип «Ворона»         | Компьютерная графика и анимация  | Победа    |
| 1997 | Звуковая дорожка МК                 | «Ворона»              | Альбом года                      | Номинация |
| 1997 | Звуковая дорожка МК                 | Линда                 | Певица года                      | Победа    |
| 1997 | Funny House Dance Awards’97         | «Ворона» (ремикс)     | Ремикс года                      | Номинация |
| 1997 | Премия «Максимум»                   | «Ворона»              | Песня года                       | Победа    |

### Рейтинги и списки
| Издание | Страна | Рейтинг/Список                                                                  | Год  | Источник |
| ------- | ------ | ------------------------------------------------------------------------------- | ---- | -------- |
| «ОМ»    | Россия | «Всё наше — навсегда!» (19-е место)                                             | 1999 | [ 4 ]    |
| «Афиша» | Россия | «50 лучших русских альбомов всех времён. Выбор молодых музыкантов» (24-е место) | 2010 | [ 10 ]   |